# Abramis
Abramis és un gènere de peixos de la família dels ciprínids i de l'ordre dels cipriniformes.

## Taxonomia
- Brema (Abramis brama) (Linnaeus, 1758)[2][3][4][5][6]